# 雪面波纹
雪面波纹（英語：sastrugi）是一种地理现象，指当风连续从一个方向吹来时，在风吹过的极地平原上所形成的一系列长而时常陡峭的波状雪脊。常见于冰冻湖或山脊等寒带和温带中多风、常有雪的地区。雪面波纹凹凸不平，其迎风面较陡峭并向背风面倾斜，较大的雪面波纹还会损坏滑雪板等滑雪用具，影响到滑雪爱好者。